# Колібрі сапфіроволобий
Колі́брі сапфіроволобий (Klais guimeti) — вид серпокрильцеподібних птахів родини колібрієвих (Trochilidae). Мешкає в Центральній і Південній Америці. Вид названий на честь французького хіміка Жана-Батіста Ґіме. Це єдиний представник монотипового роду Сапфіроволобий колібрі (Klais).

## Опис

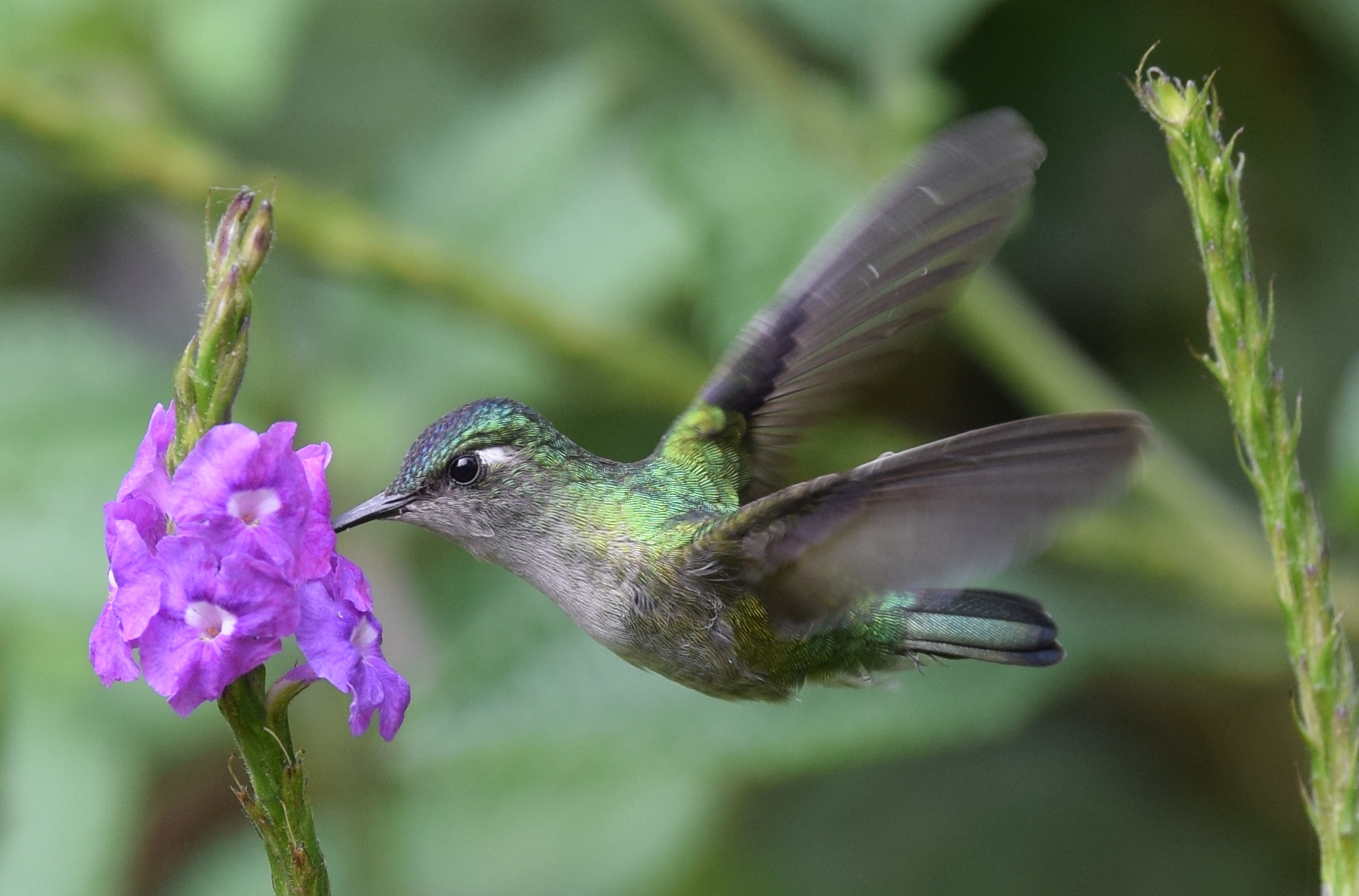
Сапфіроволобий колібрі

Довжина птаха становить 7,5-8,5 см, самці важать 2,9 г, самиці 2,7-2,9 г. У самців довжина крила становить 45-52,5 мм, у самиць 44-48,5 мм, у самців довжина хвоста становить 25,5-31 мм, у самиць 23-27 мм у самців довжина дзьоба становить 12-13,5 мм, у самиць 11,5-14 мм.
У самців тім'я пурпурове або фіолетово-синє з металевим відблиском, потилиця синьо-зелена або зелена. Верхня частина тіла і боки бронзово-зелені ао синьо-зелені з металевим відблиском. Надхвістя більш зелене або синьо-зелене. Стернові пера синьо-зелені, біля основи більш зелені, на кінці чорнувато-сині з зеленим краєм на кінчику. Горло, підборіддя і щоки фіолетові або пурпурово-сині. Решта нижньої частини тіла сірувато-коричнева, груди сильно поцятковані металево-зеленими або бронзово-зеленими плямками. За очима білі плямки. Дзьоб короткий, прямий, чорний. Очі карі. Лапи сірувато-коричневі.
Самиці мають подібне забарвлення, однак верхня частина голови у них синьо-зелена, а не фіолетова. Нижня частина тіла світло-сіра, боки металево-зелені або бронзово-зелені. Центральні стернові пера зелені, решта біля основи зелені, на кінці сталево-сині, кінчики у них сірі.

## Підвиди
Виділяють три підвиди:
- K. g. merrittii (Lawrence, 1860) — від східного Гондурасу до східної Панами;
- K. g. guimeti (Bourcier, 1843) — Прибережний хребет Анд на півночі Венесуели, гори Сьєрра-де-Періха на кордоні Колумбії і Венесуели, східні схили Анд в Колумбії, Еквадорі і на крайній півночі Перу;
- K. g. pallidiventris Stolzmann, 1926 — східні схили Анд в Перу і Болівії.

## Поширення і екологія
Сапфіроволобі колібрі мешкають в Гондурасі, Нікарагуа, Коста-Риці, Панамі, Венесуелі, Колумбії, Еквадорі, Перу і Болівії. Вони живуть на узліссях вологих тропічних лісів, на порослих чагарниками галявинах, а також в садах і на тінистих кавових плантаціях у Венесуелі. Зустрічаються на висоті від 50 до 1900 м над рівнем моря, в Коста-Риці на висоті від 200 до 850 м м над рівнем моря, в Колумбії на висоті від 400 до 1850 м над рівнем моря, у Венесуелі на висоті від 150 до 1900 м над рівнем моря.
Сапфіроволобі колібрі живляться нектаром квітучих рослин, які продукують невелику кількість нектару, а також комахами, яких ловлять в польоті. Вони шукають нектар в нижньому і середньому ярусах лісу, іноді захищають кормові території. В Коста-Риці сезон розмноження у сапфіроволобих колібрі триває з січня по травень. Гніздо невелике, чашоподібне, товстостінне, робиться з моху, встелюється рослинним пухом, розміщується на висоті від 1,5 до 4,5 м над землею. В кладці 2 яйця, інкубаційний період триває 10 днів.